# Wydział Historyczny Uniwersytetu Gdańskiego

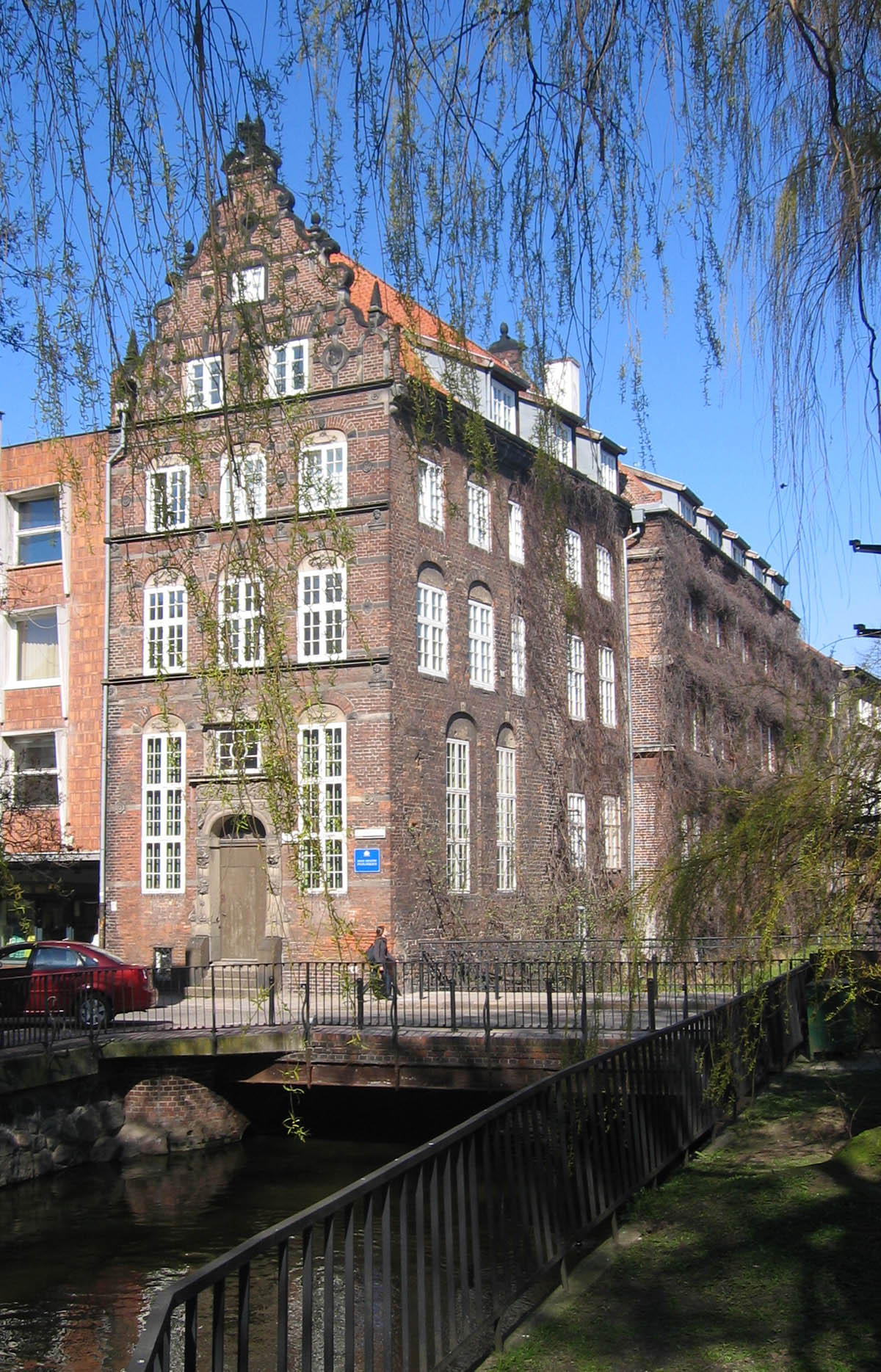
Dom Opatów Pelplińskich - siedziba Instytutu Historii Sztuki i Instytutu Archeologii i Etnologii

Wydział Historyczny Uniwersytetu Gdańskiego – mieści się w tym samym budynku, co Wydział Filologiczny Uniwersytetu Gdańskiego. Do 1 września 2008 tworzyły wspólnie Wydział Filologiczno-Historyczny.

## Kierunki kształcenia
Dostępne kierunki:

### Studia stacjonarne
- archeologia (studia I i II stopnia)
- etnologia (studia I i II stopnia)
- historia (studia I i II stopnia)
- historia sztuki (studia I i II stopnia)
- krajoznawstwo i turystyka historyczna (studia I i II stopnia)
- niemcoznawstwo (studia I stopnia)
- ochrona dóbr kultury i muzealnictwo (studia I stopnia)
- religioznawstwo (studia I i II stopnia)

### Studia niestacjonarne
- historia (studia I i II stopnia)
- historia sztuki (studia I stopnia)
- krajoznawstwo i turystyka historyczna (studia I stopnia)

## Poczet dziekanów
1. prof. dr hab. Zbigniew Opacki (2008–2012)
2. prof. dr hab. Wiesław Długokęcki (2012–2020)
3. dr hab. Arkadiusz Janicki (od 2020)

## Władze Wydziału
W kadencji 2024–2028:
| Stanowisko                                                                                 | Imię i nazwisko                     |
| ------------------------------------------------------------------------------------------ | ----------------------------------- |
| Dziekan                                                                                    | dr hab. Arkadiusz Janicki, prof. UG |
| Prodziekan ds. Współpracy Międzynarodowej i Współpracy z Otoczeniem Społeczno-Gospodarczym | dr hab. Anna Mazurkiewicz, prof. UG |
| Prodziekan ds. Studenckich i Jakości Kształcenia                                           | dr Anna Żeglińska                   |
| Prodziekan ds. Badań Naukowych                                                             | dr hab. Andrzej Woziński, prof. UG  |

## Struktura organizacyjna

### Instytut Antropologii
Dyrektor: dr hab. Tarzycjusz Buliński
- Zakład Antropologii Nowego Świata i Studiów Etnicznych
- Zakład Etnologii Polski i Antropologii Historii
- Zakład Studiów nad Religią

### Instytut Archeologii
Dyrektor: dr hab. Marcin Wąs
- Zakład Archeologii Pradziejowej
- Pracownia Konserwacji Zabytków Archeologicznych
- Zakład Archeologii Średniowiecza i Nowożytności
- Zakład Archeologii Śródziemnomorskiej
- Zakład Etnologii i Antropologii Kulturowej

### Instytut Historii
Dyrektor: dr hab. Michał Kosznicki
- Zakład Historii Europy Wschodniej
- Zakład Historii Gdańska, Pomorza i Regionu Nadbałtyckiego
- Zakład Historii Starożytnej
- Zakład Historii Powszechnej Średniowiecza
- Zakład Historii Średniowiecza Polski i Nauk Pomocniczych Historii
- Zakład Historii Nowożytnej
- Zakład Historii XIX wieku
- Zakład Historii XX wieku
- Zakład Historii Myśli i Kultury Politycznej
- Zakład Metodologii Historii, Historii Historiografii i Archiwistyki
- Zakład Edukacji Historycznej

### Instytut Historii Sztuki
Dyrektor: dr hab. Rafał Makała, prof. UG
- Zakład Teorii Sztuki
- Zakład Historii Sztuki Średniowiecznej
- Zakład Historii Sztuki Nowożytnej
- Zakład Historii Sztuki Nowoczesnej

## Historia

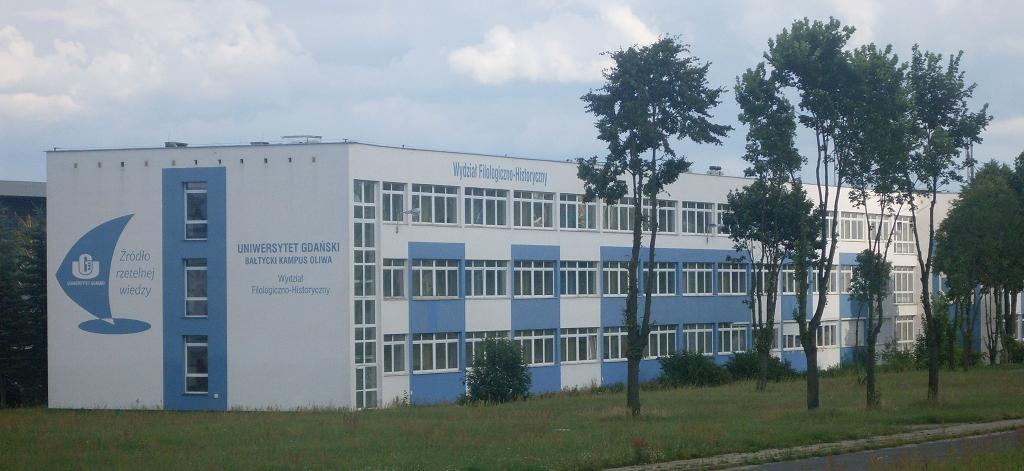
Napisy na budynku, gdy Wydział Historyczny stanowił jedność z Filologicznym.

1 października 1946 powstała Wyższa Szkoła Pedagogiczna w Gdańsku. Filologię i historię początkowo wykładano na Wydziale Humanistycznym. W 1952 nazwę zmieniono na Wydział Filologiczno-Historyczny. Był pierwszą jednostką Szkoły, która otrzymała prawo nadawania stopnia doktora. Popyt społeczny na humanistów zwiększył rozbudowę, zatem postanowiono o powrocie do poprzedniej nazwy. Instytuty zastąpiły katedry.
20 marca 1970 zgodnie z uchwałą Rady Ministrów PRL, Wyższa Szkoła Pedagogiczna w Gdańsku połączyła się z Wyższą Szkołą Ekonomiczną w Sopocie tworząc Uniwersytet Gdański. W momencie powstania nowej uczelni, Wydział Humanistyczny był jednym z największych. Kształcił 2275 studentów dzięki pracy 134 pracowników naukowo-dydaktycznych. W tym pięciu profesorów. Dalszymi etapami rozwoju były:
- 1970 – Zakład Języków i Kultury Krajów Skandynawskich (obecnie w Wydziale Filologicznym)
- 1973 – Zakład Filologii Angielskiej (obecnie w Wydziale Filologicznym)
- 1974 – otwarto kierunek filologii angielskiej (obecnie w Wydziale Filologicznym)
- 1975 – otwarto kierunek filologii skandynawskiej (obecnie w Wydziale Filologicznym)
- 1979 – Zakład Filologii Germańskiej (obecnie w Wydziale Filologicznym)
- 1984 – Zakład Filologii Klasycznej i Neolatynistyki (obecnie w Wydziale Filologicznym)
- 1986 – otwarto kierunek filologii klasycznej (obecnie w Wydziale Filologicznym)
- 1987 – Zakład Logopedii (obecnie w Wydziale Filologicznym)
- 1989 – Zakład Historii Sztuki (obecnie Instytut)
- 1989 – otwarto kierunek filologii germańskiej (obecnie w Wydziale Filologicznym)
- 1996 – Katedra Filologii Romańskiej (obecnie w Wydziale Filologicznym)
- 1997 – otwarto kierunek filologii romańskiej (obecnie w Wydziale Filologicznym)
- 1998 – otwarto Katedrę Slawistyki (obecnie w Wydziale Filologicznym)
- 2003 – otwarto Zakład Archeologii (obecnie Instytut)
- 2010 - otwarto kierunek Etnologia

W 1990 Wydział Humanistyczny został podzielony na Wydział Nauk Społecznych oraz Wydział Filologiczno-Historyczny. Wiosną 2008 Senat UG podjął decyzję, o podzieleniu na Wydział Historyczny i Wydział Filologiczny. Formalnie, zaczęły funkcjonować 1 września tego samego roku.

### Ostatnie Władze Wydziału Filologiczno-Historycznego
W kadencji 2005–2008:
| Stanowisko                 | Imię i nazwisko                  |
| -------------------------- | -------------------------------- |
| Dziekan                    | dr hab. Józef Arno Włodarski     |
| Prodziekan ds. nauki       | prof. dr hab. Wiesław Długokęcki |
| Prodziekan ds. kształcenia | dr hab. Krystyna Turo            |
| Prodziekan ds. studenckich | dr Monika Rzeczycka              |

## Dojazd
- Korzystając z SKM, należy wysiąść na przystanku Gdańsk Przymorze-Uniwersytet. Korzystając z Polregio, należy wysiąść na przystanku Gdańsk Strzyża.
- Tramwaj: 6, 11 i 12. Należy wysiąść na przystanku „Uniwersytet Gdański”.

## Adres
Dziekanat i Instytut Historii znajdują się w Gdańsku Oliwie, przy ul. Wita Stwosza 55.
Instytut Historii Sztuki i Instytut Archeologii znajdują się w centrum Gdańska, w zespole budynków ul. Bielańska 5 – ul. Elżbietańska 3.